# Candidula syrensis
Candidula syrensis е вид охлюв от семейство Hygromiidae. Видът не е застрашен от изчезване.

## Разпространение
Разпространен е в Гърция (Егейски острови).